# تيموثاوس الغزاوي
تيموثاوس الغزاوي (باليونانية: Τιμόθεος ὁ Γαζαῖος)، أو تيموثي الغزاوي، كان نحويًا يونانيًا مسيحيًا نشطًا في عهد أناستاسيوس (491 -518 م). له مؤلفات مشهورة جدًا في الأدب العلمي البيزنطي والعربي.

## حياته ومؤلفاته
يحتمل أن يكون تيموثاوس مرتبطًا بمدرسة غزة البلاغية، وهي أكاديمية جمعت بين التقاليد الهلنستية الكلاسيكية والفكر المسيحي. كان معلمه هورابولو النحوي من قرية فينبيثيس. وهو مؤلف كتاب عن الحيوانات  والذي ربما كان أحد مصادر كتاب "كتاب نعت الحيوان". كما كتب عملاً في أربعة مجلدات بعنوان الحيوانات الهندية أو ذوات الأربع وصفاتها الفطرية العجيبة أو قصص عن الحيوانات "Indian Animals or Quadrupeds and Their Innately Wonderful Qualities or Stories about Animal" والذي وصلنا في شكل ملخص نثري من القرن الحادي عشر. كان هذا الملخص النثري نصًا مدرسيًا شائعًا للغاية، ويتضمن روايات عن الزرافة والنمر وحيوانات أخرى.
ربما ألف أيضًا ملهاة تسخر من ضريبة الذهب والفضة.